# Haijin
L'haijin (xinès: 海禁; pinyin: Hǎi Jìn; literalment «mar prohibida») fou una política xinesa imposada a les activitats marítimes, en principi posada en marxa per la dinastia Ming i a continuació represa per la dinastia Qing. Imaginada en origen per lluitar contra la pirateria del nomenats wakō, la prohibició fou finalment ineficaç per això. Al contrari va imposar grans dificultats a les ciutats costaneres així com als honests mercaders de la mar.

## Política dels Ming
L'emperador Ming Hongwu va ser el primer en imposar una prohibició de tota activitat comercial marítima l'any 1371. Tots els estrangers que desitjaven entrar a la Xina dels Ming, no més podien fer-ho per la via del sistema del tribut.
La política de l'haijin consistia en tres estratègies.
1. Construir una marina de 110 000 tones per defensar les províncies costaneres;
2. Col·laborar amb les autoritats japoneses per acorralar els pirates;
3. Regular el comerç marítim per controlar el contraban.[3]

La prohibició va ser aixecada l'any 1405, a continuació tornada a instaurar l'any 1550 abans de ser de nou llevada l'any 1567.
La primera data per la posada en marxa d'aquesta política és del 1368, l'any de la pujada al poder de la dinastia Ming, mentre que la data de llevada més antiga és del 1567.

## Política dels Qing
Koxinga, també conegut sota el nom de Zheng Chenggong, era un cap militar Ming capaç d'amenaçar els Qing. El 1647, una nova prohibició marítima va ser proclamada per limitar el comerç estranger amb severes sancions. El 1655, la gran evacuació va ser imposada a les províncies del Guangdong, del Fujian, del Zhejiang, del Jiangsu i del Shandong. Això significava que els habitants de les costes havien des reinstalar-se a 30–50 li (15 a 25 km) cap a dins de les terres. Tots els vaixells i navieres privats van ser destruïts pel foc i les petites llanxes no van ser autoritzades en la mar. El 1684, la prohibició va ser aixecada, i el comerç exterior es reprèn sota el regnat de l'emperador Kangxi. El 1685, una «taxa sobre el comerç marítim» va ser imposada per Yiergetu.

### Història dels Ming del Sud
- Al segon mes del primer any (1661) de Kangxi, el tribunal dels Qing van promulgar el decret imperial següent: Les persones habitants al llarg de les costes marítimes havien de refugiar-se a 50 li (xines : 里), amb la finalitat de reduir els contactes amb els rebels de Taïwan (Koxinga). Els soldats prendrien la seva plaça i instal·larien una frontera: en només tres dies, totes les cases buidades van ser destruïdes i tots els habitants van ser evacuats.
- Durant el segon any (1662) de Kangxi, un oficial Hua, patrulla la longitud de la nova frontera i els habitants són de nou desallotjats.
- Durant l'estiu del tercer any (1663) de Kangxi, els habitants de cinc províncies — Panyu, Shunde, Xinhui, Dongguan, Zhongshan— són igualment desallotjats.
- La frontera d'origen és considerada com massa pròxima de la mar ; és per tant allunyada terra endins per tres vegades abans de ser fixada definitivament.
- Dins els postes de guarda havien escrit sobre cartells: «Qui s'atraveixi passar la frontera serà  mort per decapitació »
- «Les persones trobades al límit de la frontera seran decapitades sobre el lloc »
- «Totes les persones habitants al llarg de les costes hauran d'instal·lar-se almenys a 20 li de la ciutat. Al límit de 20 li, un mur de terra serà construït per fixar la frontera ; cap petit sampan no serà autoritzat a prendre la mar, ni a sobresortir la frontera, totes les persones trobades a partir del límit seran executades al lloc. Els soldats armats que patrullen constantment la frontera, decapitaran totes les persones trobades fora del lloc establert.